# Maresza

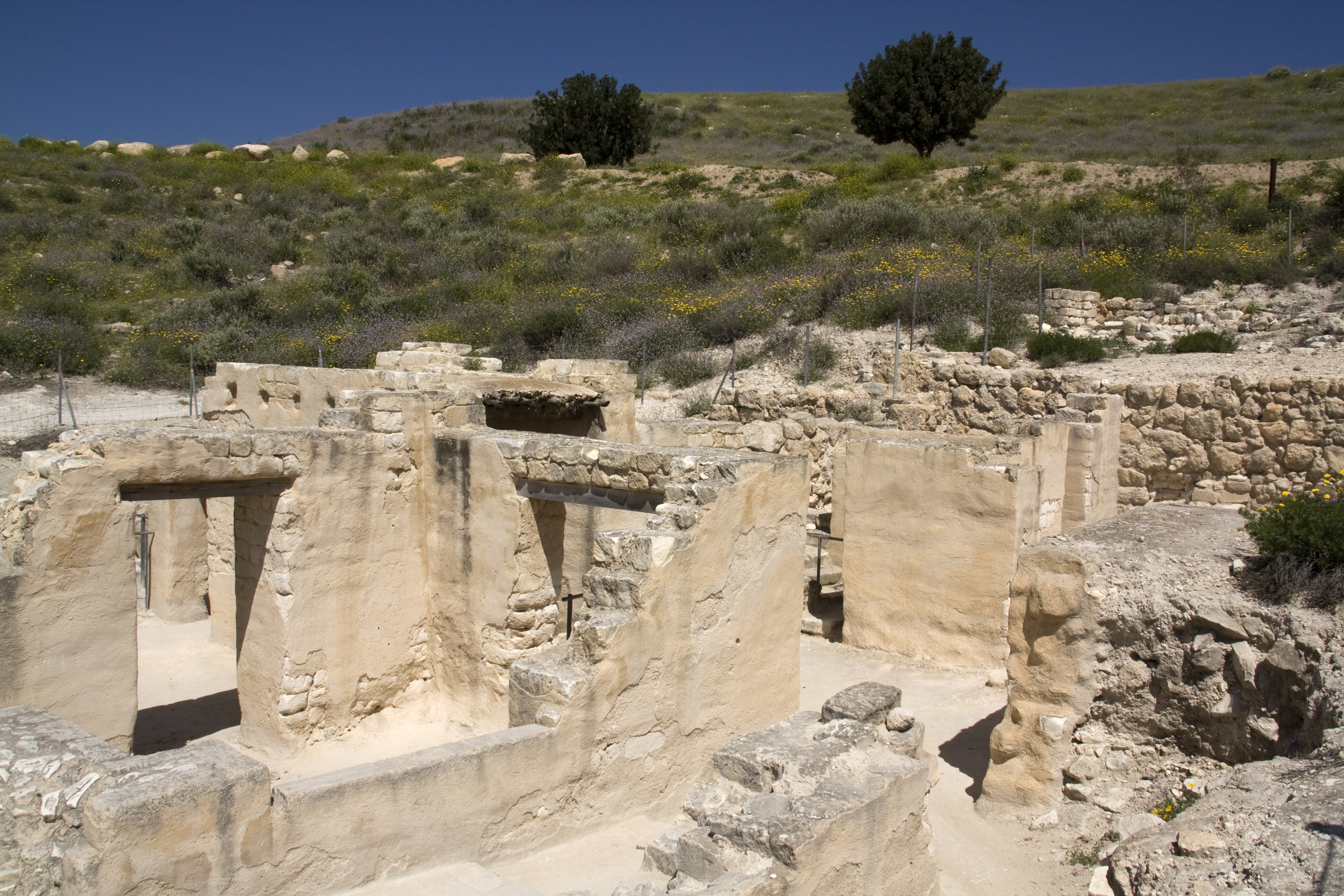
Ruiny zabudowań dzielnicy mieszkalnej z III-II wieku p.n.e.

Maresza (hebr. תל מראשה Tel Maresha) – starożytne miasto i stanowisko archeologiczne na obszarze Szefeli, u podnóża Wyżyny Judzkiej na południu Izraela.

## Historia
Jedno z miast biblijnych, pierwotnie zasiedlonych przypuszczalnie przez Izraelitów ze szczepu Kaleba (1 Krn 2,42; 4,21), potem z reszty plemienia Judy (Joz 15,44, Mi 1,15). W czasach królewskich zostało ufortyfikowane (2 Krn 11,8) za panowania Roboama. Zanikło po podboju Judy przez Nabuchodonozora wskutek tzw. trzeciego przesiedlenia ludności (582–581 p.n.e.). Odbudowane w czasach hellenistycznych pod nazwą Marisa (Μαρίση) i zasiedlone głównie przez Idumejczyków, znajdowało się przemiennie pod władzą egipskich Lagidów i syryjskich Seleucydów, odgrywając znaczącą rolę w trakcie powstania Machabeuszów (2 Mch 12,35). Ostatecznie, według przekazu Józefa Flawiusza, zostało w 112 p.n.e. zdobyte przez Jana Hirkana i trwale opanowane przez Hasmoneuszów (Dawne dzieje Izraela XXII 9,1). Opuszczone zostało dopiero po gruntownym zniszczeniu go w 40 p.n.e. przez sprzymierzonych Partów w trakcie konfliktu o panowanie nad Judeą pomiędzy Antygonem Matatiaszem a popieranym przez Rzymian Herodem.

## Badania i wykopaliska

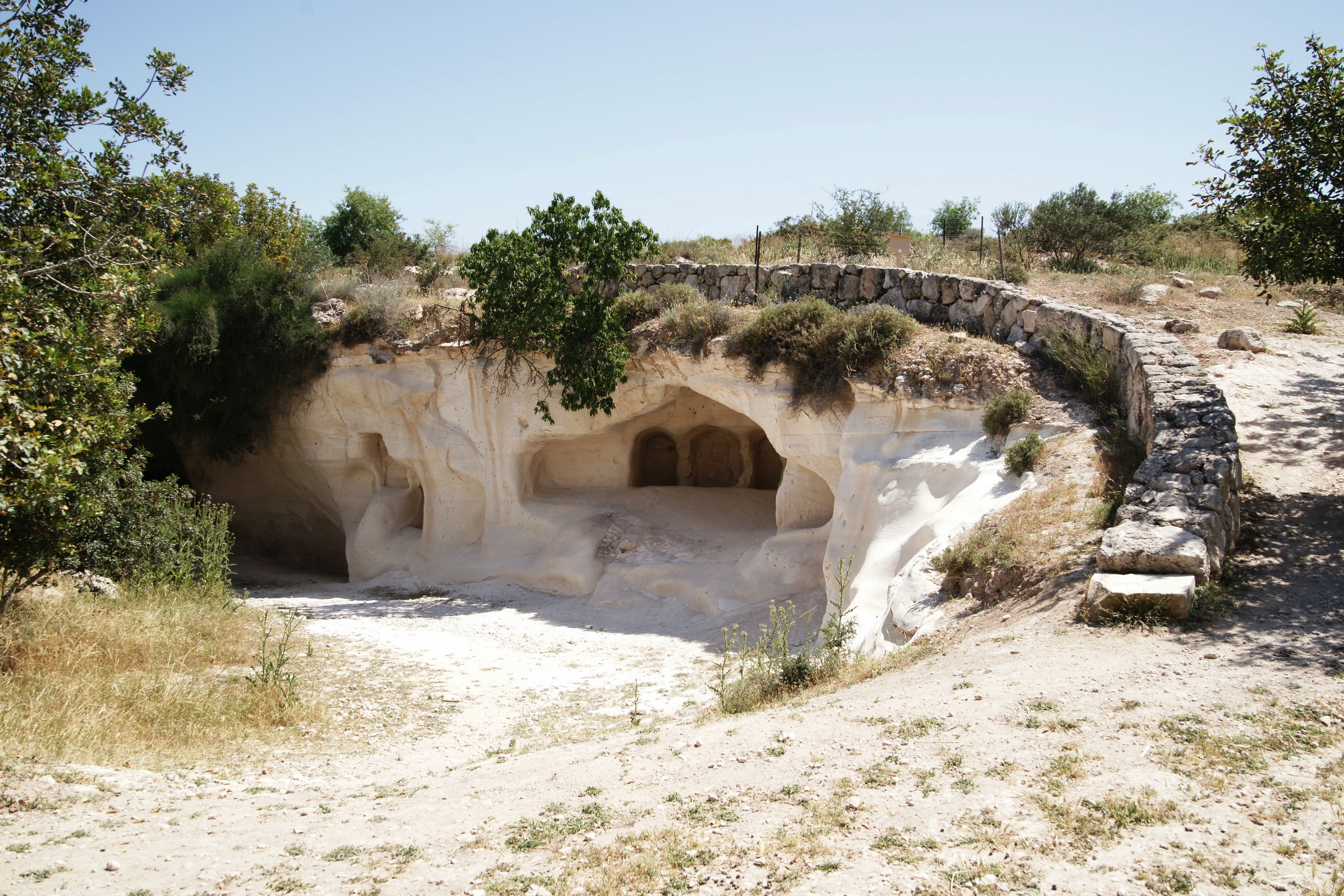
Okoliczne grobowce skalne z pochówkami prywatnymi

W połowie XIX wieku amerykański biblista Edward Robinson zlokalizował pozostałości miasta na wzgórzu Tel Sandahanna pomiędzy Hebronem i Aszkelonem. Na obszarze nie przekraczającym 2,4 ha zawierało one skupisko warstw osadniczych z palestyńskiej epoki żelaza (1200–332 p.n.e.). W 1900 wykopaliska na zlecenie fundacji badań palestyńskich (Palestine Exploration Fund) podjęli tam F.J. Bliss i R.A.F. Macalister, odkrywając w górnej warstwie niewielkie miasto hellenistyczne. Ze względu na ówczesną przynależność terytorialną większość materiału wykopaliskowego znalazła się w zbiorach muzeum archeologicznego w Stambule. 
Poszerzone działania eksploracyjne E. Robinsona na terenie pobliskiego Betgibrim pozwoliły je rozpoznać jako późniejsze rzymskie Eleutheropolis, dokąd częściowo przemieściła się ludność Marisy. Natomiast eksploracje na początku XX w. zlokalizowały w pobliżu Mareszy hellenistyczne groby jaskiniowe. Systematyczne badania wykopaliskowe samego tellu podjęto dopiero od lat 60. XX wieku i pod kierunkiem A. Klonera kontynuowano w następnych dziesięcioleciach.
Na obszarze dotychczasowych odkryć powstał rozległy park archeologiczny dostępny dla turystów.

### Odkrycia i zabytki
Miasto hellenistyczne założone według planu hippodamejskiego, zajmowało powierzchnię 158 × 152 metrów w obrębie murów wzmocnionych czworokątnymi, rozmieszczonymi nieregularnie wieżami. Jedyna brama znajdowała się przypuszczalnie w części północno-wschodniej. Również we wschodniej części miasta usytuowany był jego główny plac (forum), trójstronnie otoczony podłużnymi budowlami, ze świątynią od strony północnej, zaś w centrum – dwa rozległe dziedzińce, z których jeden był najpewniej miejscem targowym. Pierwotna regularna sieć ulic uległa później naruszeniu wskutek dodatkowej zabudowy prywatnej. W kwartałach mieszkaniowych przeważały niewielkie domy o paru ciasnych pomieszczeniach, jedynie w centrum odsłonięto dwa okazalsze z dużymi dziedzińcami.

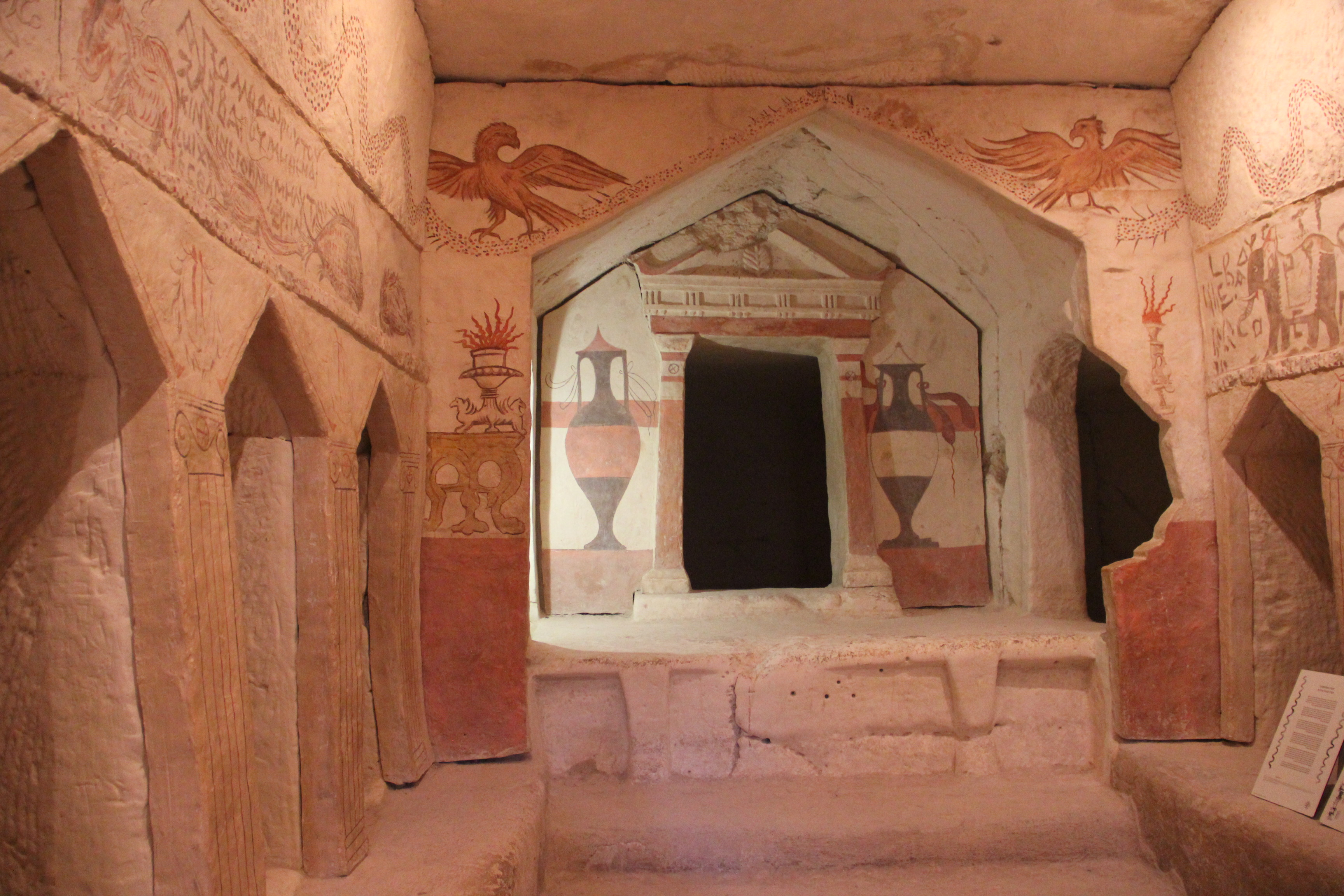
Dekorowane hellenistycznymi freskami groby „sydońskie”

Odkryte przykłady ceramiki i płaskorzeźby wykazują silne wpływy greckie, również ujawnione inskrypcje są greckojęzyczne. Do ciekawszych znalezisk należą dwie kategorie obiektów magicznych: pozostawiane w świątyni, pogięte i skrępowane, ołowiane figurki symbolizujące wrogów, oraz utrwalone na kamiennych tabliczkach zaklęcia (tzw. defiksje), mające działać na szkodę przeciwnika. 
Znajdujące się w pobliżu liczne jaskinie wapienne stanowiły miejsca pochówków z III-II w. p.n.e. Zawierały one prywatne okazałe groby typu „kochim” (nazywane też „sydońskimi”) zdobione malowidłami, a także skromne zbiorowe kolumbaria.

## Literatura dodatkowa
- Jerome Murphy-O’Connor: Przewodnik po Ziemi Świętej. Wyd. 8. Warszawa: Oficyna Wydawnicza „Vocatio”, 2020, s. 178-181